# Коммунарка (кондитерская фабрика)
Совместное открытое акционерное общество «Коммунарка» (СОАО «Коммунарка») — одна из крупнейших кондитерских фабрик в Беларуси, входит в состав концерна «Белгоспищепром».

## История
История предприятия «Коммунарка» началась 15 февраля 1905 года, когда в Минской городской управе впервые получила торговое свидетельство «Кофейня с кондитерскими продуктами, пекарня кондитерских продуктов Георгия Векентьевича Рачковского».
В 1910 году — это «Магазин кондитерский и кондитерская мастерская», к 1914 году — «Фабрика кондитерских изделий Жорж».
После окончания Гражданской войны, с целью трудоустройства безработных, на базе бывшего предприятия Минской биржей труда создан трудовой коллектив кондитеров, названный «Первой белорусской кондитерской фабрикой».

В 1926 году её переименовали в кондитерскую фабрику «Прогресс». В 1929 году в честь 12-й годовщины Великой Октябрьской Социалистической революции предприятие стало называться «Коммунарка».
Официальным днем рождения предприятия принято считать 1 мая 1931 года. Именно тогда в торжественной обстановке был открыт первый корпус новой механизированной фабрики.
В 1935 году в первый справочник унифицированных рецептур кондитерских изделий по Советскому Союзу были включены сорта, разработанные фабрикой: «Белорусская картошка» и глазированная шоколадом конфета «Коммунарка».
С конца 1950-х годов руководство предприятия стало придавать особое значение разработке новых рецептур кондитерских изделий.
В 1950-е — 1960-е годы фабрика начала выпускать сорта конфет и шоколада, ставшие впоследствии классическими:
- 1957 год — «Шоколадные бутылочки»;
- 1959 год — конфеты «Грильяж в шоколаде»;
- 1960 год — конфеты «Суфле»;
- 1961 год — конфеты «Столичные»;
- 1965 год — шоколад «Алёнка»;
- 1967 год — конфеты «Красная шапочка».

В 1994 году фабрика «Коммунарка» была преобразована в открытое акционерное общество.
В конце 1990-х годов большой интерес к «Коммунарке» проявили несколько иностранных фирм. Однако белорусские власти сочли их предложения неконструктивными, опасаясь, что продажа предприятия зарубежным инвесторам не решит глобальных экономических проблем предприятия. С целью не допустить перекупки акций «Коммунарки» недобросовестным инвестором в марте 2000 года по решению президента Беларуси А. Г. Лукашенко на ОАО «Коммунарка» сроком на 5 лет была введена «золотая акция» — особое право на участие государства в управлении предприятием.
Апрель 2011 года — 25 % акций выставлены на торги в систему БЕКАС Белорусской валютно-фондовой биржи.

## Деятельность
В последнее время ежегодно выпускается до 20 тыс. тонн продукции 187 наименований: конфеты, шоколада, конфет, карамели, драже. Объём производства в 2006 году составлял 20 223 тонны продукции.
Производство полностью автоматизировано. Продукция, в основном, выпускается из местного сырья; применяются натуральные продукты и ароматизаторы.
На предприятии действует система менеджмента качества, разработанная в соответствии с требованиями ISO 9001 и ХАССП.
На международных выставках, дегустационных конкурсах СОАО «Коммунарка» получает высокие оценки экспертов и престижные награды. В течение пяти лет по итогам национальных конкурсов признана кондитерской фабрикой № 1 в Беларуси.
- Некоторая продукция
- Шоколад «Любимая Алёнка»

| - Фирменные магазины - Минск — 9 - Брест — 1 - Витебск — 2 - Гомель — 1 - Гродно — 1 - Могилёв — 1 - Бобруйск — 1 - Кобрин — 1 - Щучин — 1 | - Кофейни - Минск — 3 - Брест — 1 - Гродно — 1 |

## Конфликт с инвесторами и национализация
В 2012 году произошёл конфликт между частными инвесторами и представителями власти. Президент Лукашенко обвинил инвесторов в незаконной приватизации фабрики в 1994 году. Инвесторы и оппозиционная пресса обвинили президента и правительство в незаконной национализации успешной компании. В частности, крупнейший инвестор Марат Новиков назвал действия президента неправомерными и нарушающими инвестиционный климат страны.
История конфликта:
- 1 августа 2012 года в Высший хозяйственный суд поступили исковые заявления Государственного комитета по имуществу к «Коммунарке»[7]
- 12 октября на совещании по вопросу развития кондитерской отрасли Лукашенко потребовал провести расследование порядка приватизации и работы фабрики со времен СССР, а также потребовал ликвидировать Наблюдательные советы акционеров[4].
- 26 октября был утверждён новый устав общества, согласно которым доля государства увеличилась до 57 %[5]
- Постановлением Совмина № 175 от 13 марта 2013 года Коммунарка была полностью включена в состав концерна Белгоспищепром[8].
- Новиков стал персоной нон грата в Беларуси. Однако от шоколадного бизнеса не отошёл, вместе с детьми развивает бренд Melanie, размещая заказы на фабриках в Польше и Латвии[9].

## Известные сотрудники
- Ивановская, Мария Романовна (1912 — ?) — Герой Социалистического Труда